# 유창 (용릉후)
유창(劉敞, ? ~ ?)은 전한 말기의 제후로, 장사정왕의 현손이다. 아버지 유인의 뒤를 이어 용릉후(舂陵侯)에 봉해졌다.

## 생애
사람됨이 검소하고 의리를 중시하여, 아버지 대에 모았던 재산을 모두 형제들에게 나누어 주었다. 형주자사가 이를 가상히 여겨 조정에 보고하였고, 유인은 여강도위로 임용되었다.
한 해 남짓 지나, 족형 유숭이 왕망에 대항하여 병사를 일으켰다. 왕망은 전한 종실의 저항을 두려워하여, 유창을 장안으로 소환하여 파면하고는 봉국으로 쫓아냈다.
평제 때 유인과 유숭은 함께 장안에 있었는데, 왕망이 장차 황실을 위협할 것이라고 예견한 유숭은 유인에게 이를 이야기하였다. 나중에 유숭이 거병하였다가 진압되니 유창은 자신을 비호할 세력을 두어야겠다는 생각에 아들 유지를 적선의 딸과 혼인시켰는데, 적선의 동생 적의가 반란을 일으켜 며느리가 주살되고 유지는 하옥되었다. 유창은 글을 올려 사죄하고, 자제를 비롯한 집안 사람들을 진압군의 선두에 세우겠다고 하였다. 왕망은 종실을 위로하기 위해 유창의 일가를 살려주었다.
시건국 원년(9년), 결국 왕망은 전한을 멸하고 신나라를 창건하여 황제가 되었다. 전한의 제후들이 모두 작위가 박탈되었기 때문에 유창 또한 용릉후 작위를 잃었다.
건무 2년(26년), 유지가 후한에서 성양왕으로 봉해지면서 자신도 용릉강후(舂陵康侯)로 추증되었다.

## 출전
- 반고, 《한서》 권15상 왕자후표 上
- 범엽, 《후한서》 권14 종실사왕삼후열전

| 선대 아버지 유인 | 전한의 용릉후 ? ~ 9년 | 후대 (전한 멸망) (현한, 15년 후) 아들 유지 |